# Gravrøverne
Gravrøverne er en dansk kortfilm der er lavet og produceret af Københavns Film- og Fotoskole i 2010.

## Medvirkende
- Asger Aaen Nedergaard
- Bjarke Aaen Nedergaard
- Hanne Bolette Lippmann
- Søren Frederiksen
- Ely Haslund
- Yvonne Sommermark

## Eksterne Henvisninger
- Gravrøverne på Filmdatabasen